# Reyes Holdings
Reyes Holdings, LLC är ett amerikanskt multinationellt transportföretag som har verksamheter inom partihandel och distribuerar drycker, främst öl, och livsmedel till kunder i Asien-Stillahavsregionen, Europa, Mellanöstern, Nord- och Sydamerika. Deras största kunder är bland annat The Coca-Cola Company, McDonald's Corporation och Miller Brewing Company.
Företaget grundades 1976 när Joe Reyes och sönerna Chris Reyes och Jude Reyes köpte ett öldistributionssystem vid namn Dixie systems i Spartanburg i South Carolina.
Den amerikanska ekonomitidskriften Forbes rankade Reyes till det tolfte största privata företaget i USA efter omsättning för år 2016.